# Molophilus (Austromolophilus) flexilis
Molophilus (Austromolophilus) flexilis is een tweevleugelige uit de familie steltmuggen (Limoniidae). De soort komt voor in het Australaziatisch gebied.